# دارينا الجندي
دارينا الجندي (25 فبراير 1968-) ممثلة لبنانية / سورية 

## حياتها الخاصة
ولدت في بيروت لأم شيعية لبنانية وأب سوري، والدها الكاتب والصحفي السوري عاصم الجندي كان معارضا للنظام السوري ومطالبا بالحرية والعدالة تم سجنه وبعد خروجه نفي إلى بغدادعام 1985 عاكست مجتمعها فأدخلها الأقارب إلى مستشفى الأمراض العقلية عام 2001 هربت إلى باريس التي فتحت لها كل الأبواب والآفاق قامت بتعاطي المخدرات والعلاقات المتحررة والمتطرفة احيانا.

## مشوارها المهني
بدأت مشوارها في سن الثامنة، شاركت في طفولتها مع شقيقتها ريم في برنامج كان يعرض على شاشة تلفزيون لبنان، في عام 1987 اختيرت بين أربعة عشرة ممثلة عربية اخضعن للاختبار من قبل المخرج العراقي قاسم حول لتنفيذ فيلمه الروائي «البحث عن ليلى العامرية»، استمر تصويره طوال عامين في 14 بلداً، وكانت الممثلة الوحيدة فيه بين خالد السيد ومروان حداد من فلسطين، عملت مع قاسم حول في فيلمين وثائقيين
كانت سورية المحطة التالية في حياتها الفنية، فعملت في التلفزيون مع المخرج هيثم حقي وهند ميداني، وفي مصر تعاونت مع حسن الجريكي في المسرح، ومع نبيهة لطفي كمخرجة. ولم تستثن اليونان من رحلتها الفنية فانخطرت مع فرقة للإيماء موجهة للاطفال الغجر الذين يسكنون الجبال.
في لبنان عملت في المسرح مع مشهور مصطفى ويعقوب الشدراوي وسهام ناصر وفائق حميصي أما التلفزيون فجمعها مع نخبة من المخرجين إلى جانب عملها مع أحد المخرجين الليبيين. ونفذت دارينا اعمالا عديدة منها «الآن الاوان» مع جون كلود قدسي، و«اشباح بيروت» مع غسان سلهب، و«تل الرماد» و«العوسج» و«الموت القادم إلى الشرق» مع نجدة انزور. ومع اللبناني محمد سويد شاركت في «نساء عاشقات»،
عملت في الراديو بكثرة وقس المسرح مع المخرج الراحل يعقوب الشدراوي ومع اخرين، تعاونت في الدراما مع كثيرين، لكن إطلالتها في الدراما اللبنانية كانت مع شكري أنيس فاخوري في «غداً يوم آخر» بدور إعلامية، قبل أن تقفل الـ إم تي في اللبنانية حينها في ديسمبر 2017 أطلقت كتابها باللغة الفرنسية «سجينة المشرق» ويحاكي قصة الشاعرة والكاتبةمي زيادة، وصدر عن دار «غراسيه» الباريسية

## أعمالها

### في التلفزيون
- (2023): الحجرة
- (2023): ابتسم أيها الجنرال
- (2022): بطلوع الروح
- (2022): ظل
- (2020): النحات
- (2019): بالقلب
- (2018): Première Année[7]
- (2018): Ma Fille
- (2016): أهل الغرام- (خماسية الحب المستحيل)
- (2015): وجوه وأماكن-(عشارية وقت مستقطع)
- (2013): فرح ليلى
- (2007): قصتي قصة[8]
- (2003): زمن الأوغاد
- (2001): غدا يوم آخر
- (1998): العوسج
- (1997): الموت القادم إلى الشرق
- (1997): سمع وأطاع
- (1996): تل الرماد
- (1994): موزاييك (لوحة النجمة)
- (1987): الفجر
- (1986): آيات ورجال
- (1982): امرؤ القيس
- (1976): أيام الدراسة
- (1974): نساء عاشقات

### مسرحيات
- (2014): سوريا محظوظة
- (2013): مامارسييز[9]
- (2009): يوم توقّفت نينا سيمون عن الغناء
- (2004): بنت أصل[10]
- (1996): جوليا دومنا[11]
- (1995):«يا اسكندرية، بحرك عجايب»

### في السينما
- (2016): باريسية
- (2013): الصوت المفقود
- (2011): المغني
- (2007): الرجل الضائع
- (2004): باب الشمس: العودة
- (2003): يللا.. يللا[12]
- (1998): أشباح بيروت
- (1994): آن الآوان

### في الإخراج
- (2002): الفيلم الروائي القصير سلامات[13]

### في الكتابة
- (2017): سجينة المشرق [14]

### إعداد البرامج
- (2004): صارت معي (صاحبة الفكرة)[15]

## روابط خارجية
- دارينا الجندي على موقع IMDb (الإنجليزية)
- دارينا الجندي على موقع قاعدة بيانات الأفلام العربية
- دارينا الجندي على موقع ألو سيني (الفرنسية)
- دارينا الجندي على موقع قاعدة بيانات الفيلم (الإنجليزية)